# 大鳥居ビル
大鳥居ビル（おおとりいビル）とは、愛知県名古屋市中村区鳥居西通一丁目1番地にかつて存在した商業ビルで、名古屋市営地下鉄東山線 中村公園駅の地上に存在した。

## 概要
かつてのビル横には、ビル名の由来となった、現存する日本最大級の豊国神社の大鳥居があり、その下を車が通るという珍しい景観になっている。もともとはジャスコ中村店を核店舗とするビルとして1969年（昭和44年）に建設され、2010年（平成22年）に老朽化のため取り壊された。
地階から名古屋市営地下鉄東山線 中村公園駅に連絡していた。

### 所在地
- 愛知県名古屋市中村区鳥居西通一丁目1番地

### 設置所有者
- サワキ時計店　他

### 構造
- 地下1階、地上7階建

## テナント

### 閉鎖時点のテナント
- アオキスーパー（B1階）：大鳥居ビルの完成当初から残った唯一のテナント。
- 三洋堂書店（1階～3階）：2005年（平成17年）7月22日オープン。
- クラフトパーク（4階）：旧トーカイ中村店（店舗ブランドを変更）。
- ダイソー（5階～7階）

※ 7階は事務所となっていた。

### 撤退したテナント
- ジャスコ中村店：1969年（昭和44年）3月24日開店[1]。
- ベスト電器名古屋本店：ジャスコの跡地フロアを利用。

## 駐車場・駐輪場
有料駐車場は建物北側に、立体回転式と、平面駐車場があった。
駐輪場は2009年（平成21年）7月1日より、中村公園周辺の駐輪場有料化により、1回100円の有料化が始まった。

## アオキスーパー中村店・新店舗
跡地はアオキスーパーによって新店舗の建設が行われた。
2010年（平成22年）7月22日より取り壊し工事が行われ、翌年8月10日に新築開店。新店舗は地下1階（地下通路）地上5階建てで、うち、アオキスーパー店舗部分は地上1階から地上2階まで、3階は貸し事務所（テナント）、4・5階はアオキスーパーの本社が入る。3階にはイーオン、オンタイム（有）。なお、建設中は仮移転しており、近隣にあった旧ナフコうおときフード中村店跡を仮店舗としていた。
1階は、レジと生鮮売場。2階は、非生鮮売場。エレベーターやエスカレーターで1、2階を移動可。

## 備考
1. ↑  当時、外壁はジャスコのカラーの薄いピンクになっており、テナントの看板で外壁を少し隠していた。
2. ↑  現在はダイソー中村公園前店。